# Quinta de Nossa Senhora da Piedade (Póvoa de Santa Iria)
A Quinta de Nossa Senhora da Piedade (ou só Quinta da Piedade) está situada na Póvoa de Santa Iria. Está classificada como Imóvel de Interesse Público.